# Lil' Romeo (musikalbum)
Lil' Romeo är rapparen Lil' Romeos (nu Romeo) debutalbum. Albumet sålde första veckan 198.000 exemplar. 

## Låtlista
1. "Little Star"
2. "My Baby"
3. "The Girlies"
4. "That's Kool" (feat. Lil' D)
5. "Somebody's In Love"
6. "Make You Dance"
7. "My First"
8. "I Want to Be Like You"
9. "Little Soldiers Need Love Too"
10. "Your ABC's"
11. "When I Get Grown"
12. "Remember"
13. "Where They At" (feat. Master P)
14. "Game"
15. "Don't Want To"
16. "What"
17. "Take My Pain Away" (feat. Lil' Zane)